# Truchas Peaks
Truchas Peaks je trojice horských vrcholů na severu Nového Mexika, severovýchodně od města Santa Fe.
Nejjižnější z nich má nadmořskou výšku 3 993 metrů
a je druhou nejvyšší horou Nového Mexika.
Dalšími vrcholy jsou Middle Truchas Peak (3 979 m)
a North Truchas Peak (3 970 m).
Truchas Peaks jsou nejvyšším horským masivem Santa Fe Mountains, které náleží k Sangre de Cristo Mountains, nejjižnější části Skalnatých hor. Truchas je ve španělštině pstruh.